# Witalis Martanus
Witalis Martanus, ros. Виталий Николаевич Мартанус (ur. 27 kwietnia 1896 w Żabłówku, zm. 27 czerwca 1955 w Taszkencie) – generał major Armii Czerwonej i generał brygady ludowego Wojska Polskiego.

## Życiorys
Witalis Martanus urodził się 27 kwietnia 1896 roku w Żabłówku, w powiecie oszmiańskim ówczesnej guberni wileńskiej, w polskiej rodzinie. W 1913 roku skończył szkołę miejską w Dwińsku. Od 1915 roku służył w armii rosyjskiej. W jej szeregach walczył na froncie przeciwniemieckim. W 1916 roku skończył szkołę oficerską. 
Od 1918 roku żołnierz Armii Czerwonej i uczestnik wojny domowej w Rosji. Ukończył akademię wojskową. Uczestnik wojny niemiecko-sowieckiej, trzykrotnie ranny i dwukrotnie kontuzjowany. W dniu 3 czerwca 1944 roku awansował na generała majora.
W dniu 25 maja 1944 został skierowany do służby w Armii Polskiej w ZSRR. W dniu 12 czerwca 1944 został wyznaczony na stanowisko komendanta Centrum Wyszkolenia Armii w Riazaniu, które później przemianowano na Wyższą Szkołę Oficerską i w marcu 1945 roku przeniesiono do Rembertowa. Od 30 kwietnia do 28 sierpnia 1945 roku dowodził 1 Szkolną Dywizją Piechoty w Skierniewicach. Po zdaniu dowództwa tej dywizji powrócił do ZSRR. Do listopada 1946 był szefem pierwszego kursu (dowódców pułków strzelców) wyższych kursów oficerskich w Sołniecznogorsku.
Zmarł nagle w Taszkencie i został pochowany na cmentarzu Botkinskim.

## Ordery i odznaczenia
- Krzyż Komandorski Orderu Odrodzenia Polski (11 maja 1945)[2]
- Order Lenina (ZSRR, 6 listopada 1945)
- Order Czerwonego Sztandaru (ZSRR, dwukrotnie: 1920, 1944)
- Order Czerwonej Gwiazdy (ZSRR, dwukrotnie: 1943, 1944)
- Medal „Za zwycięstwo nad Niemcami w Wielkiej Wojnie Ojczyźnianej 1941–1945” (ZSRR, 9 maja 1945)
- Medal jubileuszowy „XX lat Robotniczo-Chłopskiej Armii Czerwonej” (ZSRR, 1941)